# Eria sarcophylla
Eria sarcophylla är en orkidéart som beskrevs av Rudolf Schlechter. Eria sarcophylla ingår i släktet Eria och familjen orkidéer. Inga underarter finns listade i Catalogue of Life.